# Bakary Soumare
Bakary « Baky » Soumaré est un ancien footballeur international malien né le 9 novembre 1985 à Bamako. Il évolue au poste de défenseur central en MLS et en France avec l'US Boulogne.

## Biographie
Bakary Soumaré nait à Bamako avant d'être adopté par une famille américaine de New York. Il grandit à Manhattan avant de rejoindre l'Université de Virginie.
Le 23 mai 2013, Soumaré est transféré au Chicago Fire en échange d'un choix de repêchage lors de la seconde ronde de la MLS SuperDraft 2014 et d'une allocation budgétaire.
Après avoir été libéré par le Chicago Fire le 18 novembre 2014, il est sélectionné par l'Impact de Montréal dans le cadre de la deuxième phase du repêchage intra-ligue un mois plus tard. Titulaire en début de saison, il laisse progressivement sa place à Wandrille Lefèvre notamment et demande ainsi à voir son contrat être racheté ou être échangé, obtenant gain de cause le 15 juillet 2015 quand il rejoint le FC Dallas, l'international canadien Kyle Bekker faisant le chemin inverse.
Souffrant de problèmes de santé, Soumare n'apparait sur aucune feuille de match du club texan jusqu'à la date anniversaire de ses 30 ans, le 9 novembre 2015, où il annonce sa retraite sportive.
Par ailleurs, il souffrirait du syndrome d'Asperger, une forme légère d'autisme sans déficience intellectuelle,.

## Statistique en club
| Saison                | Club                  | Championnat           | Championnat | Championnat | Coupe(s) nationale(s) | Coupe(s) nationale(s) | Compétition(s) continentale(s) | Compétition(s) continentale(s) | Compétition(s) continentale(s) | Séries | Séries | Total | Total |
| Saison                | Club                  | Division              | M.          | B.          | M.                    | B.                    | Comp.                          | M.                             | B.                             | M.     | B.     | M.    | B.    |
| 2007                  | Chicago Fire          | MLS                   | 19          | 0           | 1                     | 0                     | -                              | -                              | -                              | 1      | 0      | 21    | 0     |
| 2008                  | Chicago Fire          | MLS                   | 28          | 0           | 1                     | 0                     | -                              | -                              | -                              | 3      | 0      | 32    | 0     |
| 2009                  | Chicago Fire          | MLS                   | 16          | 0           | 1                     | 0                     | SL                             | 2                              | 0                              | -      | -      | 19    | 0     |
| 2009-2010             | US Boulogne           | Ligue 1               | 20          | 0           | 3                     | 0                     | -                              | -                              | -                              | -      | -      | 23    | 0     |
| 2010-2011             | US Boulogne           | Ligue 2               | 31          | 2           | 7                     | 0                     | -                              | -                              | -                              | -      | -      | 38    | 2     |
| 2011-2012             | US Boulogne           | Ligue 2               | 16          | 0           | 1                     | 0                     | -                              | -                              | -                              | -      | -      | 17    | 0     |
| 2011-2012             | Karlsruher SC         | 2. Bundesliga         | 7           | 0           | -                     | -                     | -                              | -                              | -                              | -      | -      | 7     | 0     |
| 2012                  | Philadelphia Union    | MLS                   | 1           | 0           | -                     | -                     | -                              | -                              | -                              | -      | -      | 1     | 0     |
| 2013                  | Philadelphia Union    | MLS                   | 3           | 0           | -                     | -                     | -                              | -                              | -                              | -      | -      | 3     | 0     |
| 2013                  | Chicago Fire          | MLS                   | 22          | 1           | 4                     | 0                     | -                              | -                              | -                              | -      | -      | 26    | 1     |
| 2014                  | Chicago Fire          | MLS                   | 26          | 0           | 4                     | 0                     | -                              | -                              | -                              | -      | -      | 30    | 0     |
| 2015                  | Impact de Montréal    | MLS                   | 10          | 0           | 0                     | 0                     | LCC                            | 6                              | 0                              | -      | -      | 16    | 0     |
| 2015                  | FC Dallas             | MLS                   | 0           | 0           | -                     | -                     | -                              | -                              | -                              | 0      | 0      | 0     | 0     |
| Total sur la carrière | Total sur la carrière | Total sur la carrière | 199         | 3           | 22                    | 0                     | -                              | 8                              | 0                              | 4      | 0      | 233   | 3     |

## Sélections
- 13 sélections et 0 but avec l'équipe du Mali depuis 2009.
- Première sélection :  Angola- Mali (0-4) le 11 février 2009.